# Vibenshus Runddel
Vibenshus Runddel (også kaldet Store Vibenshus eller blot Store Viben) er et vejkryds på Østerbro i København, hvor Jagtvej, Lyngbyvej og Nørre Allé møder hinanden. Runddelen ligger lige ud for det nordvestlige hjørne af Fælledparken. Oprindeligt mødtes også Øster Allé i dette kryds, der blev anlagt som en runddel midt i 1770'erne.
Navnet Vibenshus stammer fra kroen Store Vibenshus, der var opført i 1629 som bolig til bomvagten, da Lyngbyvej var en kongevej. Tilsvarende blev vejkrydset Jagtvej/Strandvejen (nu Østerbrogade/Strandboulevarden), hvor der også lå en beværtning, kaldet Lille Vibenshus eller blot Lille Viben (svarer omtrent til Poul Henningsens Plads i dag). Café Vibenshus Bodega, Østerbrogade 103 findes fremdeles.
I 1970'erne blev runddelen sløjfet til fordel for et almindeligt vejkryds i forbindelse med forberedelserne til det aldrig gennemførte Søring-projekt. Samtidig blev Øster Allé bøjet af, så den fik sit "eget" T-kryds med Nørre Allé ca. 100 meter syd for runddelen.
Ved runddelen lå produktionsfaciliteter for Galle & Jessen opført fra 1884. I 1918 blev der afholdt en arkitektkonkurrence om en regulering af dette hjørne, der var et sammensurium af forskellige bygninger. Kay Fisker vandt konkurrencen med et projekt til et stort hus med konkav facade, men det blev aldrig til noget. En del af produktionsbygningerne blev dog revet ned i forbindelse med Søring-projektet, og i 1999-2000 blev de sidste bygninger erstattet af det præmierede kontorhus Vibenshuset for Mærsk Data, senere IBM, tegnet af C.F. Møllers Tegnestue ved Anna Maria Indrio.
Et særligt kendetegn for fabrikken var skorstenen med neonreklamer. I 1932 blev der sat et neonur op ved siden af G&J-monogrammet, og i 1965 opsattes der en animeret frise med otte hoppende frøer som reklame for Galle & Jessens cremefyldte chokoladefrøer. Reklamen kunne ses viden om og var et vartegn for Vibenshus. Da Vibenshuset blev opført, overlevede skorstenen men blev delvist skjult. Frøerne blev taget ned i september 2009.
I 2019 åbnede der en en station ved Vibenshus Runddel i forbindelse med metroens etablering af Cityringen.